# 淡黃斑弄蝶
淡黃斑弄蝶（学名：Potanthus pava），又名黃弄蝶、寬紋黃室弄蝶、淡色黃斑弄蝶、淡色黃斑挵蝶，为弄蝶科黃斑弄蝶屬下的一个种。

## 描述
雌雄略有差異。
雄蝶體色橙黃帶褐，頭部有毛，觸角褐色，腹面有橙黃環，末端鉤狀。下唇鬚前伸，前兩節具黃白毛叢，末節小、褐色。胸部與足呈橙黃混褐色，腹部背面褐色，側面橙黃，腹面黃白。
前翅三角形，長14-16 mm，翅頂尖銳，邊緣略突出；後翅扇形。翅背面底色褐色，帶橙黃斑，翅基有橙黃毛。前翅中室及前緣布滿橙黃紋，中央斑帶明顯，黑色部分僅殘留於外緣與翅面內側。後翅具橙黃斑帶及中室斑點，斑帶處翅脈無黑鱗。翅腹面斑紋與背面近似，覆橙黃鱗，斑點鑲黑褐細條。前翅緣毛前端褐色，其餘黃色；1A+2A脈具黑褐色線狀性標。
雌蝶與雄蝶相似，翅幅較寬，前翅中室黃色斑較小，中央斑帶翅脈覆黑褐鱗，無性標。

## 分佈
分布於印度南部、斯里蘭卡、喜馬拉雅地區、中南半島、馬來半島、蘇拉威西、菲律賓及臺灣等地。
臺灣主要分布於本島中、南部低海拔地區，北部較少見，離島如龜山島、綠島、蘭嶼也有記錄。

## 棲地
棲息於陽光充足的環境，一年可發生多代，成蟲喜好訪花，雄蝶具領域行為。幼蟲以禾本科植物為食，主要寄主包括白茅、五節芒及芒等。